# 八掛うみ
八掛 うみ（やつがけ うみ、2000年〈平成12年〉9月2日 - ）は、日本のAV女優・YouTuber・アダルトモデル。東京都出身。ティーパワーズ所属。プレステージ専属。
苗字はよく読み間違えられるが「はちがけ」ではなく「やつがけ」。

## 略歴
YouTubeチャンネル『うみの大冒険』の「うみ」として細々とやってたところをプレステージから声を掛けられ、2020年（令和2年）11月6日に「八掛うみ」として専属デビュー。
MGS動画における2021年（令和3年）上半期DVDランキングで『美少女と、貸し切り温泉と、濃密性交と。』が1位を獲得したほか、3位から5位、7位、10位、11位も出演作品が抑え、上位を席巻した。
2022年（令和4年）にはプレステージアパレル、また水着ブランド『sugar』のファッションショーでモデルも務めた。
2022年（令和4年）10月10日週FANZAレンタルフロアランキングで『俺の従順ペット候補生 04 八掛うみ』が1位を記録。
2023年（令和5年）8月、同月発売の『八掛うみ流HOW TO SEX!!～』が2023年（令和5年）上半期にプレステージで最も売れた作品に挙げられた。本作は保健の先生役となって、本当に気持ちよくなれる性戯を楽しみながら学べる作品の八掛版であった。
2023年（令和5年）8月に初の書店流通写真集『She Loves You』を徳間書店から発売。
2024年（令和6年）4月29日には「SPLASH SUMMER×近代麻雀水着祭2024」に参加し、ファッションショーではランウェイに登場した。
2024年（令和6年）8月には台北南港展示センターホール2で開催された「TRE台北国際成人展」に登壇。
同年9月14日には、台湾・JKF共催のもと行われた日本初のセクシー女優のみのプール撮影会『TREND GIRLS 撮影会 2024』に参加。続く2025年（令和7年）5月4日には、『TREND GIRLS撮影会2025』に参加した。
2025年（令和7年）6月13日には豊洲PIT『TREND GIRLS FESTIVAL』内で行われたドレスメーカー「Tika」ファッションショーに出演。

## 人物
趣味は料理。得意料理は肉じゃが、ハンバーグ、オムライス。これらのメニューは、昔から家で料理の手伝いをしており、その時に覚えたもの。特技はフルート演奏。フルートは12歳の頃からやっており、デビュー時（2020年11月）のインタビューでは、楽譜があれば今でも吹けると語っている。なお、母親と姉もフルート演奏ができる。
体重はデビュー前に8キロほどダイエットし、2020年（令和2年）12月時点で44キロ。顔の長さ18.7cm（日本人女性平均21.73cm）、顔の幅12.2cm（日本人女性平均13.83cm）と小顔。
初めてのブラジャーは中1の頃で、これから大きくなるんだろうなあと思っていたが、それ以来ずっとサイズが変わっておらず、胸がコンプレックスで長らくカップ数を未公表にしていたが、2021年（令和3年）10月の『週刊プレイボーイ』誌上でAカップと公表した。公表した理由として、ちっぱい好きな男性が結構いたことに気が付いたこと、ヘアメイクスタッフから「うみちゃんはちっちゃいからいいんだよ」と言われたことを挙げている。
性格的、性的志向共に「受け身」のスタイル。好きな体位は正常位とバック。性感帯はおっぱいで、特に乳首を責められるのが好き。また自宅に自身の出演作品をコレクションしており、時々見返している。
アサヒ芸能編集部は、ちっぱいのかわいらしさと同時に眼力の強さが印象的であるとしている。ロリマニア以外からも支持があるとして「アサ芸AV大賞2022・ドスケベBODY部門萌えキュンちっぱい賞」に指名した。
2022年（令和4年）11月にお笑いコンビ・NON STYLEの井上裕介のYouTubeチャンネルに出演した際に「コンプライアンス」という言葉を知らなかった等、天然キャラの一端が明らかとなった。

## 作品

### アダルトビデオ
- 新人 プレステージ専属デビュー 圧倒的透明感ハニカミ美少女 八掛うみ（11月6日、プレステージ）[24]
- 新・絶対的美少女、お貸しします。 101 八掛うみ（AV女優）20歳。（12月4日、プレステージ）

- 顔射の美学 12 美女の顔面に溜まりに溜まった白濁男汁をぶちまけろ!! 八掛うみ（1月1日、プレステージ）
- アオハル 制服美少女と完全主観で過ごす性春3SEX。 ＃02 エッチで甘酸っぱい青春グラフィティ4編を全てあなた視点で体験する175分 八掛うみ（2月5日、プレステージ）
- 美少女と、貸し切り温泉と、濃密性交と。 12 絶対的美少女を一泊貸し切り、山奥の温泉宿へ 八掛うみ（3月5日、プレステージ）
- 八掛うみの極上筆おろし 41（4月2日、プレステージ）
- 女子マネージャーは、僕達の性処理ペット。 039（5月7日、プレステージ）
- 天然成分由来 八掛うみ汁 120％ 71（6月4日、プレステージ）
- 風俗タワー 性感フルコース3時間SPECIAL ACT.36（7月2日、プレステージ）
- スポコス汗だくSEX4本番! 体育会系・八掛うみ act.27 汗だくで繰り広げられる全力の爽快SEX!!!（8月6日、プレステージ）
- ※胸糞NTR 最悪の鬱勃起映像 幸せを約束した大好きな彼女がおっさんに寝取られて、壊されました。 八掛うみ（9月3日、プレステージ）
- 八掛うみ なまなかだし 41 遂に解禁!! 皆様大変お待たせ致しました。（10月1日、プレステージ）
- 超! 透け透けスケベ学園 CLASS 13 美しい裸身が透き通る、透けフェチ特濃SEX! 八掛うみ（11月5日、プレステージ）
- 1VS1【※演技一切無し】本能剥き出しタイマン4本番 ACT.21 台本演出一切無し、只々貪り合う1対1のSEX…女優の本音と女優の本気見せます。 八掛うみ（12月3日、プレステージ）
- 八掛うみ 8時間 BEST PRESTIGE PREMIUM TREASURE vol.01 全6作品+未公開映像で「八掛うみ」の軌跡をたどる永久保存盤!!（12月31日、プレステージ）※単体ベスト

- 絶対的下から目線 おもてなし庵 清純小町 21 八掛うみ（1月7日、プレステージ）
- スプラッシュうみ うみ、潮リミッター解除。驚異の5SEX 八掛うみ（2月4日、プレステージ）[25]
- 学校で1番可愛い教え子に射精管理されています。ドSJ●に毎日弄ばれる中年教師 八掛うみ（3月4日、プレステージ）
- イ●スタやりたガール。×八掛 うみ（4月1日、プレステージ）
- 2人きりで濃密に紡ぐ、オトナの中出し小旅行。（5月6日、プレステージ）
- 働く痴女系お姉さん vol.18（6月3日、プレステージ）
- 八掛うみ 8時間 BEST PRESTIGE PREMIUM TREASURE vol.02（6月10日、プレステージ）※単体ベスト
- 人生初・トランス状態 激イキ絶頂セックス 61（7月1日、プレステージ）
- 120％肯定カノジョ VOL.05（8月5日、プレステージ）
- 絶対的鉄板シチュエーション 22 八掛うみと巡るとてもHな4シチュエーション（9月2日、プレステージ）
- 俺の従順ペット候補生 04 八掛うみ（10月7日、プレステージ）
- 風俗タワー PREMIUM ACT.02 八掛うみ（11月4日、プレステージ）
- ねっちょりセックスに溺れる文系女子。粘着性高湿度サイレントセックス 八掛うみ（12月2日、プレステージ）

- 中出し 射精執行官 12 なじる、跨る、吹かす 超攻撃的・中出し制裁!! 八掛うみ（1月6日、プレステージ）
- 何もない田舎で幼馴染と、汗だく濃厚SEXするだけの毎日。case.06 八掛うみ（2月3日、プレステージ）[26]
- もっと、汁 120％ 八掛うみ 最大級の淫汁大噴出（3月3日、プレステージ）
- 八掛うみ 8時間 BEST PRESTIGE PREMIUM TREASURE vol.3 全6作品 + 未公開映像で「八掛うみ」の軌跡をたどる永久保存盤!!（3月10日、プレステージ）※単体ベスト
- 帰省した童貞の僕を痴女ってくる 小悪魔いとこ 八掛うみ（4月7日、プレステージ）
- 本番オーケー!? 噂の裏ピンサロ 22 極上接待3本番 八掛うみ（5月5日、プレステージ）
- 密着ドキュメント FILE.07 ミステリアス美少女のリアルセックス 八掛うみ（6月2日、プレステージ）
- どちゃくそエロい最高級ギャルと中出ししまくった、あの夜。 04 八掛うみ（7月7日、プレステージ）
- 八掛うみ流 HOW TO SEX!! 保健室の先生が身体を使って性指導! 絶対セイキョウイク（8月4日、プレステージ）
- ひたすら生でハメまくる、終らない中出し性交。 八掛うみ（9月1日、プレステージ）
- 全裸家政婦 Staff07 新感覚 オナニーは更に上へ「性奉仕」の願いを叶える家政婦とヴァーチャルセックス 八掛うみ（10月6日、プレステージ）
- 恍惚のイキ顔 我を忘れるほど快感に酔いしれる3本番 八掛うみ（11月3日、プレステージ）
- 八掛うみ 8時間 BEST PRESTIGE PREMIUM EXCLUSIVE デビュー3周年SP vol.04（11月10日、プレステージ）※単体ベスト
- 逆NTR 男を狂わせる後輩に何度も迫られ続ける究極の社内不倫。 八掛うみ（12月1日、プレステージ）

- 唇が溶けるほどのベロキス性交 八掛うみ（1月5日、プレステージ）
- 密室 密着空間で体温と吐息が溶け合うゼロ距離SEX 八掛うみ (2月2日、プレステージ)
- 素人くんと丸1日2人きり。徹底的に尽くしまくって賢者タイム禁止の連続射精。限界まで搾り取る八掛うみ。（3月1日、プレステージ）
- 八掛うみ 8時間 BEST PRESTIGE PREMIUM EXCLUSIVE vol.05 （3月15日、プレステージ）※単体ベスト
- まだ絶対イケるよ! vol.07 八掛うみ （4月5日、プレステージ）
- 子宮で欲しがる八掛うみの中出し懇願 4シチュエーション （5月3日、プレステージ）
- 小悪魔美少女に理性がぶっ壊れるほど翻弄される ずぶ濡れ性交 （6月7日、プレステージ）
- 完全主観×鬼イカせ イッても止めない激FUCK!!! 追撃5,000ピストン 八掛うみ（7月5日、プレステージ）
- ULTRA HOT SEX 八掛うみ発蒸中。興奮は液体を超えてイく。～体の芯まで熱し合うHOTコア・ガズムの全て～ 03 八掛うみ（8月2日、プレステージ）
- “高嶺の花のパティシエ女子”と、“草食系スイーツ男子”が出会って滅茶苦茶ヤリまくって… 憧れだったあの娘とワンルーム同棲生活。八掛うみ（9月6日、プレステージ）
- 八掛うみ 8時間 BEST PRESTIGE PREMIUM EXCLUSIVE vol.06（9月20日、プレステージ）※単体ベスト
- 絶対忠実秘書 八掛うみ（10月4日、プレステージ）
- ニートな姫にもほどがある! 無職でヲタク、性欲溜まりまくりの干物美少女がチ●ポの快感を思い出しちゃった! 八掛うみ（11月1日、プレステージ）
- 八掛うみと朝まで過ごせる 超高級デートクラブ （12月6日、プレステージ）

- 甘サドちくびッ痴 八掛うみ（1月3日、プレステージ）
- 今日も清楚ぶって看護師してます。 八掛うみ（2月7日、プレステージ）[27]
- 男だらけの民宿に八掛うみ、置いてきた。（3月7日、プレステージ）
- リミットブレイクSEX 絶対的美少女の殻をブチ破るドM覚醒性交 VOL.11 八掛うみ（4月4日、プレステージ）
- クレーム謝罪ハラスメント 八掛うみ（5月2日、プレステージ）
- 八掛うみ 8時間 BEST PRESTIGE PREMIUM EXCLUSIVE vol.07（5月16日、プレステージ）※単体ベスト
- まさかの、裏オプ誘惑 ありふれた日常に潜む逆交渉、働く女の過剰サービス 八掛うみ（6月6日、プレステージ）
- 朝勃ちチ○ポで起き抜けからハメまくる土曜日。 八掛うみ（7月4日、プレステージ）
- おじさんが好き とびっきり美少女とイチャベロ3本番 八掛うみ（8月1日、プレステージ）

### 配信のみ
- 【初撮り】【完全ノーカットハメ撮り】【未来のミス・キャンパス】アイドルより可愛い美少女JDの怒涛のノンストップSEXは必見。彼氏とのいちゃいちゃエッチしか経験のない彼女に何度も激ピスを打ち付ければ… ネットでAV応募→AV体験撮影 1359（10月3日、シロウトTV）※「うみ 20歳 大学生」名義

- ＜観れば必ず＞連続射精できる! セックスのプロが実践まじえて講義 絶倫セックス 偏差値78のAV男優「森林原人」による連続射精テクニック（8月1日、セイキョウイク）
- ＜観れば必ず＞短小でもイカせられる! セックスのプロが実践まじえて講義 膣奥セックス 「吉村卓」による短小でもイカせられるテクニック（8月10日、セイキョウイク）
- 【撮り下ろし】AV女優「八掛うみ」と性の専門家が解説した本当に気持ちいいセックス! 実践まじえて講義! ＜真似すれば必ず＞中イキさせられる!（10月1日、セイキョウイク）

### イメージビデオ
- Umi みずいろプラトニック（2021年6月17日、REbecca）※Blu-ray版同時発売
- Umi2 みずいろユートピア（2022年2月17日、REbecca）※Blu-ray版同時発売
- Umi3 Umi, and blue ocean（2023年2月2日、REbecca）※Blu-ray版同時発売[28]
- Umi4 Charming island（2023年9月21日、REbecca）※Blu-ray版同時発売
- Umi5 Like a vivid flower (2024年2月22日、REbecca）※Blu-ray版同時発売

### 写真集
- 八掛うみ写真集 She Loves You（2023年8月30日、徳間書店、撮影：上野勇）※「電子書籍版」あり。ISBN 978-4-19-865667-6

### デジタル写真集
- かけるはち 八掛うみ（1月22日、プレステージ出版、撮影：ナカヤマトモアキ）※デジタル写真集としてヘアヌード版[29]とグラビア版の2種を発売。またペーパーブック版も一部書店で販売。
- クラスメイト 八掛うみ（8月13日、プレステージ出版、撮影：C:TAKERU）※『かけるはち』同様ヘアヌード版・グラビア版（以上デジタル版）・ペーパーブック版を発売。
- 海に見惚れて 八掛うみ（12月3日、プレステージ出版、撮影：C:TAKERU）※前2作同様ヘアヌード版・グラビア版（以上デジタル版）・ペーパーブック版を発売。

- PRESTIGE POSE MESSAGE 八掛うみ 01（1月21日、プレステージ出版）※【電子書籍版】と【ペーパーバック版】の2種類あり。
- PRESTIGE POSE MESSAGE 八掛うみ 02（1月28日、プレステージ出版）※『PRESTIGE POSE MESSAGE 八掛うみ 01』同様【電子書籍版】と【ペーパーバック版】の2種類あり。
- 絶対的スーパーナチュラルポーズブック 八掛うみ（2月18日、プレステージ出版、撮影：C:TAKERU）※【電子書籍版】と【ペーパーバック版】の2種類あり。
- DX EDITION 八掛うみ（3月4日、プレステージ出版）
- 絶対的スポーツポーズ集 八掛うみ（4月8日、プレステージ出版、撮影：C:TAKERU）※『絶対的スーパーナチュラルポーズブック 八掛うみ』同様【電子書籍版】と【ペーパーバック版】の2種類あり。
- 絶対的透け透けテカテカポーズブック 八掛うみ（5月13日、プレステージ出版、撮影：C:TAKERU）※『絶対的スーパーナチュラルポーズブック 八掛うみ』・『絶対的スポーツポーズ集 八掛うみ』同様【電子書籍版】と【ペーパーバック版】の2種類あり。
- 絶対的セクシーポーズブック 八掛うみ（6月24日、プレステージ出版、撮影：C:TAKERU）※『絶対的スーパーナチュラルポーズブック 八掛うみ』・『絶対的スポーツポーズ集 八掛うみ』・『絶対的透け透けテカテカポーズブック 八掛うみ』同様【電子書籍版】と【ペーパーバック版】の2種類あり。
- 八掛うみ 秘密の時間 FRIDAYデジタル写真集（7月5日、講談社、撮影：松田忠雄）
- 八掛うみ イタズラしちゃお FRIDAYデジタル写真集（7月5日、講談社、撮影：松田忠雄）
- 八掛うみ 秘密の時間 & イタズラしちゃお 100カット超え完全版 FRIDAYデジタル写真集（7月5日、講談社、撮影：松田忠雄）
- 八月のうみ 八掛うみ（9月30日、プレステージ出版、撮影：松田忠雄）※【ヘアヌード版】と【グラビア版】の2種類あり、他に【ペーパーバック版】もあり。
- PRESTIGE POSE MESSAGE 八掛うみ03（10月28日、プレステージ出版）※『PRESTIGE POSE MESSAGE 八掛うみ 01』・『PRESTIGE POSE MESSAGE 八掛うみ 02』同様【電子書籍版】と【ペーパーバック版】の2種類あり。
- 逆バニーガール神7（12月28日、小学館、撮影：坂本哲也）※芸能事務所『ティーパワーズ』所属女優7名によるデジタル写真集。

- 八掛うみ うみといっしょ FRIDAYデジタル写真集（6月30日、講談社、撮影：小池大介）
- 八掛うみ うみのぬくもり FRIDAYデジタル写真集（6月30日、講談社、撮影：小池大介）
- 八掛うみ うみといっしょ & うみのぬくもり オール未公開100カット超完全版 FRIDAYデジタル写真集（6月30日、講談社、撮影：小池大介）
- Affection 八掛うみ 涼森れむ（8月4日、プレステージ出版、撮影：富田恭透）※「グラビア版」と「ヌード版」の2種類あり。
- Girl Loving Girl 涼森れむ 八掛うみ（8月4日、プレステージ出版、撮影：富田恭透）※「グラビア版」と「ヌード版」の2種類あり。
- PRESTIGE POSE MESSAGE 八掛うみ 04（10月27日、プレステージ出版）
- PRESTIGE POSE MESSAGE 八掛うみ 05（11月10日、プレステージ出版）
- PRESTIGE POSE MESSAGE 八掛うみ 06（12月8日、プレステージ出版）
- かけるはち Another Edition.（12月22日、プレステージ出版、撮影：ナカヤマトモアキ）※写真集「かけるはち」の未公開カットを収録。「グラビア写真集」と「ヌード写真集」の2種類あり。

- PRESTIGE POSE MESSAGE 八掛うみ 07（1月5日、プレステージ出版）
- PRESTIGE POSE MESSAGE 八掛うみ 08（1月19日、プレステージ出版）
- PRESTIGE POSE MESSAGE 八掛うみ 09（1月26日、プレステージ出版）
- Beaming. 八掛うみ（2月9日、プレステージ出版、撮影：comeme.）※【グラビア写真集】と【ヌード写真集】の2種類あり。
- 「Beaming.」未公開カット集（4月26日、プレステージ出版、撮影：comeme.）※【グラビア写真集】と【ヌード写真集】の2種類あり。
- 八掛うみ撮り下ろしBEST PREMIUM EXCLUSIVE CUT vol.01（8月9日、プレステージ出版）※過去にプレステージからリリースした写真集のベストカットと未公開カットを収録した作品集。【グラビア写真集】と【ヌード写真集】の2種類あり。
- PRESTIGE POSE MESSAGE 八掛うみ 10（8月9日、プレステージ出版）
- PRESTIGE POSE MESSAGE 八掛うみ 11（8月16日、プレステージ出版）
- PRESTIGE POSE MESSAGE 八掛うみ 12（8月30日、プレステージ出版）
- PRESTIGE POSE MESSAGE 八掛うみ 13（9月6日、プレステージ出版）
- 八掛うみ うみびらき 週刊現代デジタル写真集【プレミアムヌードシリーズ】（9月17日、講談社、撮影：上野勇）
- PRESTIGE POSE MESSAGE 八掛うみ 14（9月20日、プレステージ出版）
- PRESTIGE POSE MESSAGE 八掛うみ 15（9月27日、プレステージ出版）
- PRESTIGE POSE MESSAGE 八掛うみ 16（10月4日、プレステージ出版）
- PRESTIGE POSE MESSAGE 八掛うみ 17（10月11日、プレステージ出版）
- PRESTIGE POSE MESSAGE 八掛うみ 18（10月18日、プレステージ出版）
- PRESTIGE POSE MESSAGE 八掛うみ 19（11月1日、プレステージ出版）
- PRESTIGE POSE MESSAGE 八掛うみ 20（11月8日、プレステージ出版）
- PRESTIGE POSE MESSAGE 八掛うみ 21（12月13日、プレステージ出版）
- PRESTIGE POSE MESSAGE 八掛うみ 22（12月20日、プレステージ出版）

- PRESTIGE POSE MESSAGE 八掛うみ 23（1月31日、プレステージ出版）
- PRESTIGE POSE MESSAGE 八掛うみ 24（5月2日、プレステージ出版）

## その他製品

### 書籍
- 花魁VTuber由宇霧が教える セックスで気持ちよくなる御作法〈六花舎ブックス〉（2022年5月13日、渋谷六花舎）※著者・由宇霧との対談インタビューを掲載。 ISBN 978-4-434-30297-8

### トレーディングカード・トランプ
- CJ SEXY CARD SERIES VOL.107 八掛うみ OFFICIAL CARD COLLECTION ～Oh! cute～（2024年1月27日、ジュートク）
- PRESTIGE Playing card vol.1（2024年3月29日、プレステージ）※専属女優11名の写真を使用したプレステージ公式トランプ。数量限定販売。
- CJ SEXY CARD SERIES VOL.120 八掛うみ OFFICIAL CARD COLLECTION ～ぎゅーして♡ください～（2025年2月2日、ジュートク）
- PRESTIGE Playing card ver.2（2025年3月28日、プレステージ）※専属女優10名の写真を使用したプレステージ公式トランプ。数量限定販売。シリアルナンバー入りケース付属。

### カレンダー
- 八掛うみ 2022年カレンダー（2021年10月30日、SUNCARAT）
- 卓上 八掛うみ 2022年カレンダー（2021年10月30日、SUNCARAT）
- 八掛うみ 2023年カレンダー（2022年10月29日、SUNCARAT）
- 卓上 八掛うみ 2023年カレンダー（2022年10月29日、SUNCARAT）
- 八掛うみ 2024年カレンダー（2023年10月28日、SUNCARAT）
- 卓上 八掛うみ 2024年カレンダー（2023年10月28日、SUNCARAT）
- 八掛うみ 2025年カレンダー（2024年10月26日、SUNCARAT）
- 卓上 八掛うみ 2025年カレンダー（2024年10月26日、SUNCARAT）

### その他
- 額装高精細『八掛うみ』デジタルフォト A3サイズ・額装B3サイズ（2024年3月27日、プレステージ）※完全受注生産商品。

## 出演

### テレビ
- ケンコバのバコバコナイト（2021年4月 - 、サンテレビ）
- 魚拓と成瀬のツキとスッポンぽん #352・#353（2021年5月30日・6月6日、パチ・スロ サイトセブンTV）
- 東京愛情動作故事 東京アンダーヘア（2023年8月19日、myTV SUPER） - 八掛海 役[30]

### ウェブテレビ
- ロンドンハーツ TELASA限定版（2021年12月20日、TELASA）[31][32]

### ラジオ
- ザ・マミィの今一歩、前へ（2022年4月4日・11日、9月19日・26日、2023年8月14日・21日、2024年1月14日・21日、6月16日・23日　文化放送）
- TREND WAVE（2025年6月22日、6月29日、FM FUJI）